# 最佳跨界音樂專輯獎
傳藝金曲獎最佳跨界音樂專輯獎是由國立傳統藝術中心在臺灣舉辦的現行頒發獎項。

## 歷屆入圍暨得獎名單
|  | 獲獎者 |

### 最佳跨界音樂專輯獎（第14屆～至今）
| 年份 （屆次）                                                    | 入圍作品                                                                          |
| ---------------------------------------------------------------- | --------------------------------------------------------------------------------- |
| 2003 （第14屆）                                                  | 《同路人（詩說情．愛）》 普飛數位錄音有限公司                                     |
| 2003 （第14屆）                                                  | 《世界在我的窗外》華特國際音樂股份有限公司                                        |
| 2003 （第14屆）                                                  | 《多媒體音樂劇場原聲帶藍色馬賽克》硬底子音樂網有限公司                            |
| 2003 （第14屆）                                                  | 《華麗冒險》金革科技股份有限公司                                                  |
| 2003 （第14屆）                                                  | 《穿越星空與你相遇》如是我聞文化股份有限公司                                      |
| 2004 （第15屆）                                                  | 《流浪之歌音樂節》 大大樹音樂圖像                                                 |
| 2004 （第15屆）                                                  | 《Mihumisa(n)g 祝福你》玖玖文化國際有限公司                                       |
| 2004 （第15屆）                                                  | 《梁祝》滾石國際音樂股份有限公司                                                  |
| 2004 （第15屆）                                                  | 《最遙遠的距離》喜瑪拉雅音樂事業股份有限公司                                      |
| 2004 （第15屆）                                                  | 《夏天來了》風潮有聲出版有限公司                                                  |
| 2005 （第16屆）                                                  | 《水事紀》 風潮有聲出版有限公司                                                   |
| 2005 （第16屆）                                                  | 《心的.搖籃》山風音樂有限公司                                                     |
| 2005 （第16屆）                                                  | 《生命（Amilal）》大大樹音樂圖像                                                  |
| 2005 （第16屆）                                                  | 《雲在頭上飛》金革科技股份有限公司                                                |
| 2005 （第16屆）                                                  | 《鐵血三國志-史擷詠之交響樂組曲》遊戲菁英數位雜誌社股份有限公司                   |
| 2006 （第17屆）                                                  | 入圍從缺                                                                          |
| 2007 （第18屆）                                                  | 《桃山小學的夏天音樂課》 海峽文化事業股份有限公司                                 |
| 2007 （第18屆）                                                  | 《熊出沒Here comes the bear》角頭文化事業股份有限公司                             |
| 2007 （第18屆）                                                  | 《璀璨‧西‧灣－當西方巴洛克遇上台灣民謠》巴洛克獨奏家樂團                          |
| 2007 （第18屆）                                                  | 《心的航行－聲之動劇場》金革科技股份有限公司                                      |
| 2007 （第18屆）                                                  | 《夢土 －部落之心》財團法人義美藝術教育基金會                                     |
| 2008 （第19屆）                                                  | 《狼圖騰》 典選音樂事業股份有限公司                                               |
| 2008 （第19屆）                                                  | 《神香》風潮音樂國際股份有限公司                                                  |
| 2008 （第19屆）                                                  | 《越界嬉遊－謝宛臻OBOE跨界演奏專輯》風潮音樂國際股份有限公司                      |
| 2008 （第19屆）                                                  | 《2007<曹七巧>劇場音樂原聲帶》李清照私人劇團                                      |
| 2009 （第20屆）                                                  | 《王明華爵士二胡登峰造極》 豆菜芽子音樂工作室                                     |
| 2009 （第20屆）                                                  | 《八百擊》凡音文化有限公司                                                        |
| 2009 （第20屆）                                                  | 《福爾摩莎隨想》凌軒企業社                                                        |
| 2009 （第20屆）                                                  | 《果陀劇場我要成名歌舞劇－美好世界》果陀劇場                                      |
| 2009 （第20屆）                                                  | 《旅客》風潮音樂國際股份有限公司                                                  |
| 2009 （第20屆）                                                  | 《如來如去》風潮音樂國際股份有限公司                                              |
| 2010 （第21屆）                                                  | 《樂活無界 Beyond Boundaries》 看見音樂股份有限公司                               |
| 2010 （第21屆）                                                  | 《自由想－源自遠古的呼聲》財團法人義美藝術教育基金會                              |
| 2010 （第21屆）                                                  | 《微星之光》聲動樂團                                                              |
| 2010 （第21屆）                                                  | 《寂靜的天空》風潮音樂國際股份有限公司                                            |
| 2011 （第22屆）                                                  | 《失落的環節The Missing Link》 世界軌跡樂團                                       |
| 2011 （第22屆）                                                  | 《我一直聽見自己的笙音》大熊星國際多媒體股份有限公司                              |
| 2011 （第22屆）                                                  | 《陌生人的華爾滋》風潮音樂國際股份有限公司                                        |
| 2011 （第22屆）                                                  | 《春風》風潮音樂國際股份有限公司                                                  |
| 2011 （第22屆）                                                  | 《一蕊香蘭》諦聽文化事業有限公司                                                  |
| 2012 （第23屆）                                                  | 《遷徙》 風潮音樂國際股份有限公司                                                 |
| 2012 （第23屆）                                                  | 《行雲》上揚國際股份有限公司                                                      |
| 2012 （第23屆）                                                  | 《旅人．出走》海馬文創                                                            |
| 2012 （第23屆）                                                  | 《狂舞巴哈》金革國際唱片股份有限公司                                              |
| 2012 （第23屆）                                                  | 《歌開始的地方》風潮音樂國際股份有限公司                                          |
| 2013 （第24屆）                                                  | 《花漾》 陳明章音樂工作有限公司                                                   |
| 2013 （第24屆）                                                  | 《弦絲綺舞》世界軌跡樂團                                                          |
| 2013 （第24屆）                                                  | 《擊境》上揚國際股份有限公司                                                      |
| 2013 （第24屆）                                                  | 《時間之外》金革國際唱片股份有限公司                                              |
| 2013 （第24屆）                                                  | 《南島Vali》一心傳播有限公司                                                      |
| 2014 （第25屆）                                                  | 《慢》 尼可樂表演藝術有限公司                                                     |
| 2014 （第25屆）                                                  | 《田椪花-臺灣囡仔愛唱歌》財團法人台南市文化基金會                                 |
| 2014 （第25屆）                                                  | 《絃色流轉》風潮音樂國際股份有限公司                                              |
| 2014 （第25屆）                                                  | 《羅堂軒胡說八道爵士二胡演奏專輯》創異音樂工作室                                  |
| 2015 （第26屆）                                                  | 《瘋馬》 風潮音樂國際股份有限公司                                                 |
| 2015 （第26屆）                                                  | 《<妹妹與我—家庭錄影機>孔仁欣、孔仁宜雙大提琴與鋼琴創作專輯》琴房事物所           |
| 2015 （第26屆）                                                  | 《琴懷》上揚國際股份有限公司                                                      |
| 2015 （第26屆）                                                  | 《玩弦四度》玩弦四度                                                              |
| 2016 （第27屆）                                                  | 《連珮如旅行樂誌@法國篇》 漩指Music                                               |
| 2016 （第27屆）                                                  | 《自然給七聲絃制箏—郭岷勤作品》三個人                                             |
| 2016 （第27屆）                                                  | 《花東印象》金革國際唱片股份有限公司                                              |
| 2016 （第27屆）                                                  | 《走吧！唱歌旅行去》風潮音樂國際股份有限公司                                      |
| 2016 （第27屆）                                                  | 《那一天》親愛愛樂                                                                |
| 2017 （第28屆）                                                  | 《天唱•倉央嘉措》 風潮音樂國際股份有限公司                                        |
| 2017 （第28屆）                                                  | 《三個人》三個人                                                                  |
| 2017 （第28屆）                                                  | 《琴懷如水》豐華唱片股份有限公司                                                  |
| 2017 （第28屆）                                                  | 《Wooontaful》禾廣娛樂股份有限公司                                                |
| 2017 （第28屆）                                                  | 《詠百合-青葉魯凱古謠傳唱》財團法人東元科技文教基金會                             |
| 2018 （第29屆）                                                  | 《聽見呼倫貝爾》 風潮音樂國際股份有限公司                                         |
| 2018 （第29屆）                                                  | 《褒‧種茶：荻生笛聲—長笛吉他二重奏》財團法人台北市荻生文化藝術基金會              |
| 2018 （第29屆）                                                  | 《馬伯司氏》創銘實業股份有限公司                                                  |
| 2018 （第29屆）                                                  | 《瘋原祭》繆斯藝術文化有限公司                                                    |
| 2018 （第29屆）                                                  | 《VASA‧日出東聲—排灣古謠》財團法人東元科技文教基金會                              |
| 2019 （第30屆）                                                  | 《海翁絵—張雅晴小提琴獨奏專輯》 好有感覺音樂事業有限公司                          |
| 2019 （第30屆）                                                  | 《窗外的巴黎—Paris à travers la fenêtre Jazz × Classical 跨界專輯》台北打擊樂團   |
| 2019 （第30屆）                                                  | 《傳承．世界．打擊樂》風潮音樂國際股份有限公司                                    |
| 2019 （第30屆）                                                  | 《好友限定》李欣芸音樂製作有限公司                                                |
| 2019 （第30屆）                                                  | 《Symphojazz—古典交響融合爵士跨界音樂會》東城音樂製作有限公司                     |
| 2020 （第31屆）                                                  | 《旅人-羅正楎揚琴創作專輯》 好有感覺音樂事業有限公司                              |
| 2020 （第31屆）                                                  | 《千年琵琶 絲路行旅》台中市音樂發展協會                                           |
| 2020 （第31屆）                                                  | 《水繡》風潮音樂國際股份有限公司                                                  |
| 2020 （第31屆）                                                  | 《紅塵觀音．夜琴郎-禪風曲品書冊》尚和歌仔戲劇團                                   |
| 2021 （第32屆）                                                  | 《逆時針三分鐘3 Minute Reminiscence》 好有感覺音樂事業有限公司                    |
| 2021 （第32屆）                                                  | 《行樂千山》當道音樂文創有限公司                                                  |
| 2021 （第32屆）                                                  | 《兒路概念音樂專輯》兒路創作藝術工寮                                              |
| 2021 （第32屆）                                                  | 《沿海憶像──臺九線詩篇》好有感覺音樂事業有限公司                                  |
| 2021 （第32屆）                                                  | 《遊唱動物園》風潮音樂國際股份有限公司                                            |
| 2022 （第33屆）                                                  | 《嬗》 三個人                                                                     |
| 2022 （第33屆）                                                  | 《白日放歌》李欣芸音樂製作有限公司                                                |
| 2022 （第33屆）                                                  | 《印象．臺灣》巴洛克獨奏家樂團                                                    |
| 2022 （第33屆）                                                  | 《東西顰笑2──李志純近代東西交匯室內樂作品語錄二》財團法人台灣基督長老教會鳳山教會 |
| 2022 （第33屆）                                                  | 《拾光。電影故事》李欣芸音樂製作有限公司                                          |
| 2023 （第34屆）                                                  | 《誰在vuvu家唱歌》 風潮音樂國際股份有限公司                                       |
| 2023 （第34屆）                                                  | 《笛光夜影》風潮音樂國際股份有限公司                                              |
| 2023 （第34屆）                                                  | 《催化效應－融・共感》三個人                                                      |
| 2023 （第34屆）                                                  | 《新生》玩弦四度                                                                  |
| 2023 （第34屆）                                                  | 《福爾摩沙浪漫曲 美聲台語早期創作歌謠》藝陞國際                                   |
| 2024 （第35屆）                                                  | 《Voco Novo 爵諾歌手〈古早古早Goza Goza〉》 風潮音樂國際股份有限公司              |
| 2024 （第35屆）                                                  | 《即興貳拾壹》古典即興音樂藝術工作室                                              |
| 2024 （第35屆）                                                  | 《映畫．臺灣》巴洛克獨奏家樂團                                                    |
| 2024 （第35屆）                                                  | 《無聲的戰爭》天鼓擊樂團                                                          |
| 2024 （第35屆）                                                  | 《蒂卡波的星空》風潮音樂國際股份有限公司                                          |
| 2025 （第36屆）                                                  |                                                                                   |
| 《湘蘭圖：爵士臺灣戲曲現場收音專輯》創銘實業股份有限公司         |                                                                                   |
| 《生命之輪》聲動樂團                                             |                                                                                   |
| 《汝聲》晴夏文化整合行銷有限公司                                 |                                                                                   |
| 《森林嬉遊曲》賦格兒童音樂文化事業股份有限公司                   |                                                                                   |
| 《東方不是夢──陳崇青柳琴、阮咸創作專輯》風潮音樂國際股份有限公司 |                                                                                   |

## 外部連結
- 國立傳統藝術中心 （页面存档备份，存于）
- 第35屆傳藝金曲獎 （页面存档备份，存于）
- 傳藝金曲獎的Facebook專頁